# آمریکایی‌های ایتالیایی‌تبار
آمریکایی‌های ایتالیایی‌تبار (ایتالیایی: italoamericani) دسته‌ای قومی هستند متشکل از آمریکایی‌هایی که تمام یا پاره‌ای از اصالتشان ایتالیایی است. آمریکایی‌های ایتالیایی‌تبار چهارمین دسته قومی اروپایی در ایالات متحده از نظر جمعیت هستند (بدون محسوب داشتن نژاد آمریکایی، عنوانی که توسط بسیاری در آمریکا استفاده می‌شود). در کل، آمریکایی‌های ایتالیایی‌تبار پس از آمریکایی‌های آلمانی‌تبار، ایرلندی‌تبار، آفریقایی‌تبار، انگلیسی‌تبار، آمریکایی‌ها و مکزیکی‌تبارها در رده هفتم قرار دارند.
در حدود ۵٫۵ میلیون ایتالیایی بین ۱۸۲۰ و ۲۰۰۴ به آمریکا مهاجرت کردند. مهاجرت‌ها در دهه ۱۸۷۰ رو به فزونی گذاشت. بزرگترین موج مهاجرت پس از آن بین ۱۸۸۰ تا ۱۹۱۴ به وقوع پیوست و بیش از ۴ میلیون ایتالیایی را به آمریکا آورد که اکثریت قاطعشان اهل جنوب ایتالیا و سیسیل بودند و اکثراً پیشتر کشاورز بودند.

## فرهنگ
امروز تعداد کمی از آمریکایی‌های ایتالیایی هویت خود را منحصرا با ایتالیا شناسایی می‌کنند، حتی کمتر ادبیات ایتالیایی می‌خوانند، سیاست‌های ایتالیا را دنبال می‌کنند یا به سازمان‌هایی که فرهنگ ایتالیایی را در ایالات متحده ترویج می‌کنند، احساس تعلق می‌کنند. هر چند تعداد زیادی در تماس با خانواده یا دوستان خود در ایتالیا، باقی مانده‌اند و شمار زیادی اغلب با دیگر آمریکایی‌های ایتالیایی در ایالات متحده، روابط اجتماعی برقرار می‌سازند. آمریکایی‌های ایتالیایی هنوز هم در میان خودشان تمایزات فرهنگی ریشه یافته در فرهنگ‌های منطقه‌ای مجزا از شمال، مرکز و جنوب ایتالیا و سیسیل را  باز شناسی می‌کنند. اکثریت قریب به اتفاق آمریکایی‌های ایتالیایی به کلیسای کاتولیک رم تعلق دارند. هر چند، قریب به نیمی از نسل‌های اخیر با کاتولیک‌هایی از دیگر زمینه‌های قومی یا با افرادی از مذاهب متفاوت همچون پروتستان‌های آمریکایی و یهودیان، ازدواج کرده‌اند.
آمریکاییان ایتالیایی‌تبار سهم قابل توجهی را برای زندگی آمریکایی در انواع هنر، تئاتر، موسیقی و فرهنگ‌های مردمی، ایفا کرده‌اند. آنها به عنوان مالکان رستوران‌ها و خرده‌فروشی‌های غذایی، مواد خاص، انواع غذاها و نوشیدنی‌هایی که توسط اغلب آمریکایی‌ها مصرف می‌شوند — بویژه پیتزا، کلم بروکلی، اسپاگتی و شراب — تغییر شکل داده‌اند. آنها همچنین در صنایع پوشاک و ساختمان‌سازی صاحب امتیاز شده‌اند. شمار زیادی از آمریکایی‌های ایتالیایی‌تبار در حرفه‌هایی همچون پزشکی و حقوق، مشغول به فعالیت هستند.
اکنون و به بیشترین شیوه‌ها، ایتالیایی‌های مقیم آمریکا در تحصیلات، کسب درآمد و سیاست‌های خود، شبیه به دیگر مقیمان شهری ایالات متحده هستند. اما آنها ترجیح می‌دهند خود را به عنوان دوستداران زندگی، غذای خوب و پیوندهای مستحکم خانوادگی، در یابند. مطالعات نشان می‌دهد که ایتالیایی‌های مقیم آمریکا نسبت به دیگر آمریکایی‌ها از احتمال بیشتری برای زندگی کردن در کنار خویشاوندانشان و برقراری ارتباط اجتماعی منظم با آنها، برخوردارند. آمریکایی‌های ایتالیایی برای آداب تعطیل که آنها را متمایز از دیگر آمریکاییان قرار می‌دهد، ارزش قائلند، آدابی همچون جشن‌های خیابانی در فصل تابستان یا احترام قائل شدن برای امور خیریه.

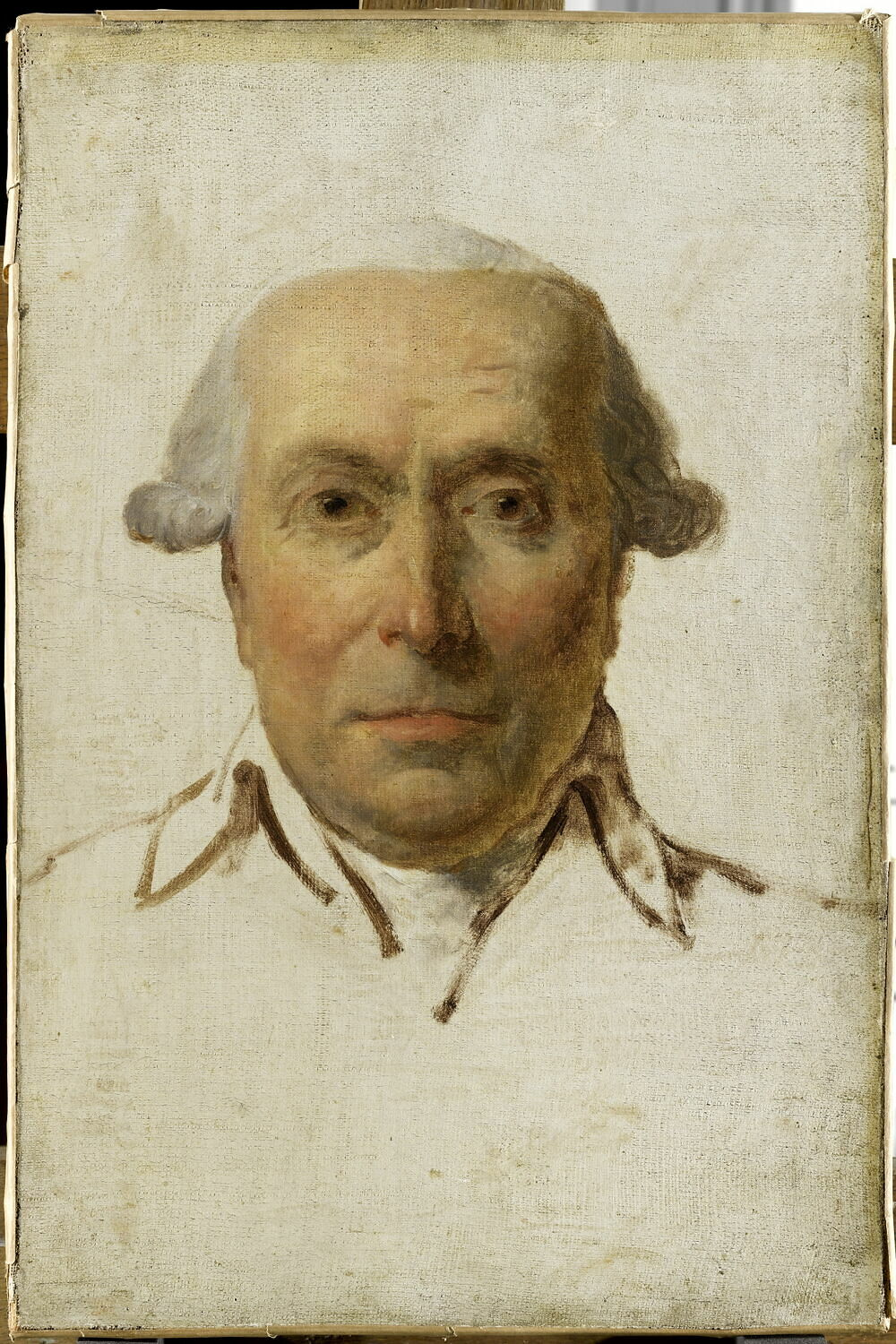
فیلیپو مازی، پزشک ایتالیایی و مروج آزادی، که عبارت او: "همه انسانها ذاتاً به یک اندازه آزاد و مستقل هستند" در اعلامیه استقلال ایالات متحده گنجانده شد.

## تاریخ
سه چهارم از تمامی مهاجرین ایتالیایی از نواحی جنوبی رم به ایالات متحده مهاجرت کردند. با وجود اینکه اکثریت قریب به اتفاق در ایتالیا کشاورز بوده‌اند، ۹۷ درصد آنها در شهرهای ایالات متحده اقامت گزیدند. آنها اغلب همسایگی‌های قومی مجزایی که به عنوان ایتالیای کوچک (Little Italy) معروف است را پایه گذاری کردند. بخش زیادی از مهاجرین ایتالیایی در سال‌های اخیر در نیویورک سیتی و سن فرانسیسکو، سکنی گزیدند. در سال ۱۸۶۰ شهر نیویورک جمعیت ایتالیایی در حدود ۱۰ هزار نفر داشت. در اوایل سال‌های ۱۹۲۰ تقریبا یک چهارم از تمامی مهاجرین ایتالیایی در شهر نیویورک زندگی می‌کردند در حالیکه بیش از نیمی از آنان در ایالات آتلانتیک میانی و نیوانگلند می‌زیستند.
به طور معمول مردان ایتالیایی پیش از سایر اعضای خانواده‌شان به ایالات متحده مهاجرت کردند. آنها در مشاغل فصلی و غیر حرفه‌ای همچون ساخت و ساز راه‌آهن‌ها، خیابان‌ها، آسمانخراش‌ها و سیستم‌های حمل و نقل عمومی و معدن زغال سنگ کار می‌کردند و یا در کارخانجات فولاد، کفش و خودرو، مشغول به فعالیت بودند. شمار فراوانی از زنانی که راه مردان را به سوی ایالات متحده دنبال کردند در زمینه‌ی تجارت پوشاک، کارخانجات کنسروسازی و پارچه‌بافی، صاحب کار شدند. کودکان مهاجر اغلب مدرسه را پیش از فارغ‌التحصیلی برای کمک به خانواده‌شان در کسب معاش، ترک می‌کردند.
 زندگی در حوزه‌های همسایگی ایتالیایی در اوایل سال‌های ۱۹۰۰ حول و حوش خانواده، کلیسا و جماعت‌های کوچک خودکفا، که از اهالی روستایی یک حومه‌ی منفرد در ایتالیا شکل گرفته‌اند، در گردش بود. دیگر نهادهای ارتباطی کلیدی شامل همجواری‌های تجاری همچون بانک‌ها، شبانه‌روزی‌ها، خواربارفروشی‌ها و رستوران‌ها، هستند. در سال‌های اخیر گروه‌های سیاسی، کلیسای کاتولیک و اتحادیه‌های کارگری اغلب به حمایت از باشگاه‌های اجتماعی و ورزشی، پرداختند.
شمار زیادی از آمریکایی‌هایی که ریشه در اروپای شمالی دارند مهاجرین اولیه‌ی ایتالیایی را با عنوان خارجی‌های ناخوشایندِ «نه کاملا سفید» مورد خطاب قرار دادند.
برخی از فعالیت‌های ضد مهاجری سبب هراس ایتالیایی‌های آمریکایی در جهت حمایت از سازمان‌های کارگری رادیکال همچون کارگران صنعتی جهان (IWW) و فدراسیون سوسیالیست ایتالیا، شد. دیگر آمریکایی‌های ایتالیایی‌تبار با سازمان‌های جنایی مرموزی چون مافیا یا بلک هَند، انجمن سرّی که جان سپار تروریسم و باج‌خواهی بودند، در ارتباط قرار داشتند. تقاضای آنان این بود که آمریکایی‌های ایتالیایی شیوه‌های متمایز خود را در جهت صد درصد آمریکایی شدن، ترک کند. ترس از ایتالیایی‌ها و مهاجرین دیگر اروپای شرقی و جنوبی، منجر به این شد که کنگره‌ی آمریکا در سال ۱۹۲۱ و مجددا در سال ۱۹۲۴ مهاجرت را محدود کند.
طی سال‌های ۱۹۲۰ و ۱۹۳۰، تعداد زیادی از مهاجرین ایتالیایی حق شهروندی آمریکا را بدست آوردند. در نیویورک، فرزندان مهاجران ترجیح دادند که از منهتن به حومه‌های دور از مرکزی همچون برونکس، بروکلین، کوئین و منطقه‌ی استاتن آیلند که آنها می‌توانستند خانه‌ی محقر و ساده‌تری را در آنجا خریداری کنند، تغییر مکان دهند. تعداد زیادی از مهاجرین، کار با درآمد بالاتر را در حرفه‌های حاذق‌تر، بدست آوردند، در حالیکه پسران و دختران آنها که زاده‌ی آمریکا بودند طالب کار در دفاتر سازمانی شدند. آمریکایی‌های ایتالیایی همچنین برای پیروزی در انتخاب خدمات حساس عمومی شروع به فعالیت کردند. سیاستمدارانی همچون فیورِلو لاگاردیا (Fiorello la Guardia)، شهردار نیویورک، و عضو کنگره‌ی آمریکا، مارک آنتونیو (Marc Antonio)، برای حمایت از کارگران ایتالیایی آمریکا در اتحادیه‌های صنعتی وسیعی شامل اتحادیه‌ی بین المللی کارگران پوشاک خانم‌ها (ILGWU) و کارگران لباس آمریکا (ACWA)، منصوب شدند.
به علاوه استیلای دیکتاتور فاشیست، بنیتو موسولینی طی سال‌های ۱۹۲۰ و ۱۹۳۰ بر ایتالیا، دلیل این شد تا تنش‌های شدیدی در میان جماعت‌های ایتالیایی در آمریکا بوجود آید. هر چند آمریکایی‌های ایتالیایی با وجود حس اشتیاق برای مباهات به سرزمین میهنی‌شان، سرانجام پس از ورود آمریکا به جنگ جهانی دوم در سال ۱۹۴۱ و اعلان جنگ بر علیه ایتالیا، آنها وفاداری به ایالات متحده را برگزیدند. تعداد زیادی از مردان جوان ایتالیایی مقیم آمریکا که در جنگ جهانی دوم جنگیدند طی سال‌های پس از جنگ خود را به عنوان فردی سراسر آمریکایی، یافتند.
موفقیت پس از جنگ و برنامه‌های دولتی برای کمک به سربازان اسبق جنگی به شمار زیادی از ایتالیایی‌های مقیم آمریکا این فرصت را داد تا همسایگی‌های پیشین خود را به مقصد حومه‌های شهری، ترک کنند. با نزدیک شدن به سال‌های ۱۹۶۰، تحصیلات مردان ایتالیایی در آمریکا که پیامد گروه‌های مهاجر قدیمی‌تر دچار رکود شده بودند، به سطح میانگین ملی ارتقاء یافت. به همین منوال پیشرفت تحصیلی در میان زنان آمریکایی ایتالیایی‌تبار نه تنها از مردان ایتالیایی بلکه از دیگر زنان در آمریکا، پیشی گرفت.

## مسائل معاصر
اکثریت قابل توجهی از ایتالیایی‌های مقیم آمریکا هنوز هم در همسایگی‌های شهری کارگری اطراف و داخل نیویورک سیتی، زندگی می‌کنند. به مانند آفریقایی‌های مقیم آمریکا و مهاجرانی که از جزایر کارائیب و آمریکای لاتین به این نواحی همجواری نقل مکان می‌کنند، این ساکنین جدید نیز اغلب در تعارض با جماعت‌های ایتالیایی با ثبات آمریکایی، قرار می‌گیرند. تلویزیون و دیگر رسانه‌ها بارها با به تصویر کشیدن این جماعت‌های ایتالیایی مقیم آمریکا (بسیاری اعتقاد به غیر منصفانه بودن این تصاویر دارند) به عنوان پناهگاه‌های امنی برای طبقات کارگری نژادپرست، تصمیم داشتند تا حوزه‌های همسایگی و جماعت‌ها را در مواجه با ساکنین تازه وارد، محافظت کنند.
پا فشاری بر این مباحث و دیگر تصاویر منفی، اکثریت قریب به اتفاق ایتالیایی‌های آمریکایی که اکنون دارای تحصیلات عالیه بوده و جزء طبقه متوسط جامعه هستند را می‌رنجاند. این جمعیت هنوز هم به شیوه‌های منفی، به ویژه در فرهنگ عامه‌پسند که به کرات آنها را به عنوان اراذل و اوباش شهری به نمایش می‌کشد، مورد توصیف قرار می‌گیرند. اما آنها ترجیح می‌دهند که تأکید خود را بر حرکت رو به ترقی و موفقیت‌های مالی خانواده‌هایشان بگذارند که طی چندین نسل از زندگی آمریکایی به آن دست یافته‌اند.

## توزیع جغرافیایی

ایالت‌های دارای آمریکایی ایتالیایی‌تبار به ترتیب جمعیت با استناد به نظرسنجی جامعه آمریکایی دفتر سرشماری ایالات متحده در سال ۲۰۱۹

در سرشماری ایالات متحده در سال ۲۰۰۰، آمریکایی‌های ایتالیایی با حدود ۱۵٫۶ میلیون نفر، ۵٫۶ درصد از کل جمعیت ایالات متحده، و پنجمین گروه قومی بزرگ در آمریکا بودند. آمریکایی‌های سیسیلی بزرگترین زیرمجموعه آمریکایی‌های متعدد از اجداد منطقه‌ای ایتالیایی هستند که ۸۳ درصد از آمریکایی‌های ایتالیایی‌تبار اهل سیسیل بودند. از سال ۲۰۰۶، سرشماری ایالات متحده جمعیت ایتالیایی-آمریکایی را ۱۷٫۸ میلیون نفر یا ۶ درصد جمعیت تخمین زده‌است، که ۱۴ درصد افزایش را بین ۶ سال نشان می‌دهد.
آمار و ارقام ایالت‌های آمریکا از جمعیت ایتالیایی آمریکایی

1. آلاباما ۸۱٬۵۸۷ (٪۱٫۷)
2. آلاسکا ۲۳٬۶۳۳ (٪۳٫۳)
3. آریزونا ۲۸۱٬۹۴۴ (٪۴٫۴)
4. آرکانزاس ۴۵٬۸۳۶ (٪۱٫۶)
5. کالیفرنیا ۱٬۴۹۶٬۶۶۹ (٪۴٫۰)
6. کلرادو ۲۶۳٬۴۵۶ (٪۵٫۱)
7. کانتیکت ۶۷۰٬۰۳۰ (٪۱۸٫۷)
8. دلاویر ۸۹٬۸۴۵ (٪۹٫۹)
9. فلوریدا ۱٬۱۸۳٬۹۵۷ (٪۶٫۲)
10. جورجیا ۲۱۵٬۳۲۱ (٪۲٫۲)
11. هاوایی ۲۸٬۴۹۰ (٪۲٫۱)
12. آیداهو ۵۰٬۴۹۷ (٪۳٫۲)
13. ایلینوی ۸۰۰٬۷۷۹ (٪۶٫۲)
14. ایندیانا ۱۷۳٬۳۹۶ (٪۲٫۷)
15. آیووا ۶۵٬۵۲۸ (٪۲٫۱)
16. کانزاس ۶۵٬۶۱۹ (٪۲٫۳)
17. کنتاکی ۱۹۵٬۵۶۱ (٪۲٫۰)
18. لوئیزیانا ۲۱۹٬۶۰۶ (٪۴٫۸)
19. مین ۷۴٬۷۰۴ (٪۵٫۶)
20. مریلند ۳۰۶٬۰۷۴ (٪۵٫۲)
21. ماساچوست ۹۱۵٬۶۸۷ (٪۱۳٫۹)
22. میشیگان ۴۶۶٬۴۶۱ (٪۴٫۷)
23. مینه‌سوتا ۲۴۹٬۱۷۸ (٪۲٫۳)
24. میسیسیپی ۵۲٬۲۳۵ (٪۱٫۸)
25. میزوری ۲۰۶٬۹۸۴ (٪۳٫۴)
26. مونتانا ۳۴٬۹۷۱ (٪۳٫۵)
27. نبراسکا ۵۱٬۲۹۹ (٪۲٫۸)
28. نوادا ۱۷۲٬۶۳۳ (٪۶٫۳)
29. نیوهمپشایر ۱۳۵٬۴۵۰ (٪۱۰٫۳)
30. نیوجرسی ۱٬۴۸۷٬۱۶۱ (٪۱۶٫۸)
31. نیومکزیکو ۴۹٬۸۰۳ (٪۲٫۴)
32. نیویورک ۲٬۶۳۶٬۱۵۲ (٪۱۳٫۵)
33. کارولینای شمالی ۲۸۷٬۱۰۱ (٪۳٫۰)
34. داکوتای شمالی ۷٬۹۴۹ (٪۱٫۲)
35. اوهایو ۷۴۴٬۲۷۷ (٪۶٫۴)
36. اکلاهما ۶۴٬۶۹۴ (٪۱٫۷)
37. اورگن ۱۴۶٬۱۲۰ (٪۳٫۸)
38. پنسیلوانیا ۱٬۵۵۰٬۸۵۰ (٪۱۲٫۲)
39. رود آیلند ۱۹۸٬۷۲۱ (٪۱۸٫۹)
40. کارولینای جنوبی ۱۳۵٬۴۲۲ (٪۲٫۹)
41. داکوتای جنوبی ۱۱٬۵۲۰ (٪۱٫۴)
42. تنسی ۱۳۹٬۳۳۳ (٪۲٫۲)
43. تگزاس ۴۸۰٬۷۱۶ (٪۱٫۹)
44. یوتا ۷۵٬۵۱۳ (٪۲٫۷)
45. ورمونت ۴۶٬۵۴۹ (٪۷٫۴)
46. ویرجینیا ۳۲۲٬۲۹۸ (٪۴٫۰)
47. واشینگتن ۲۴۵٬۶۹۶ (٪۳٫۶)
48. ویرجینیای غربی ۸۷٬۲۱۳ (٪۴٫۷)
49. ویسکانسین ۲۰۲٬۴۹۰ (٪۳٫۵)
50. وایومینگ ۱۷٬۶۹۷ (٪۳٫۱)
51. ناحیه کلمبیا ۲۰٬۵۳۱ (٪۳٫۳)

### ایالت‌های آمریکا که بیش از ۱۰٪ ایتالیایی‌تبار هستند
ایالت‌های رودآیلند، کانتیکت، نیوجرسی، نیویورک، پنسیلوانیا، نیوهمپشایر، ماساچوست و دلاور جمعیت بیش از ۱۰٪ ایتالیایی‌تباران را در خود جای داده‌اند.